# 리틀 플라워 주니어 칼리지
리틀 플라워 주니어 칼리지(Little Flower Junior College)는 인도 하이데라바드에 위치한 몽포트 성가브리엘 형제회에 의해 설립된 인터미디어트 교육을 제공하는 대학이다. 이 칼리지는 1974년 7월 리틀 플라워 하이 스쿨의 일부로 시작했으며, 1982년 7월에 우팔의 자체 캠퍼스로 이전했다.

## 개요
리틀 플라워 주니어 칼리지는 성 가브리엘 몽포트 형제단에 의해 설립된 가톨릭 소수 기관이다. 현재 대학 건물은 두 개의 멋진 네 층 건물로 이루어져 있다. 넓은 운동장과 주변의 푸른 식물들은 대학을 인상적으로 만들며 학업에 적합한 분위기를 조성한다. 대학이 학교 내에 위치했을 때 학생 수는 약 200명 정도였지만, 현재는 1600명으로 늘어났다.

## 역사
리틀 플라워 주니어 칼리지는 하이데라바드 아비즈에 있는 동일한 이름의 고등학교를 업그레이드하여 1974년에 설립되었다. 정부의 교육 정책 변경으로 인해, 다목적 계획은 준 칼리지 체제를 선호하는 방향으로 바뀌면서 칼리지의 필요성이 대두되었다.
차장인 벵갈 라오씨가 보인 관심으로 인해 랑가 레디 지역에 부지를 얻게 되었고, 리틀 플라워 주니어 칼리지는 형성되기 시작했다. 초기에는 자금 부족이라는 어려움이 있었다. 따라서 리틀 플라워 주니어 칼리지는 자금 부족 상황에서도 MPC와 BPC 각각 한 섹션씩을 가진 학교 내에서 운영을 시작했다. 학교는 그곳에서 8년간 운영되었다.
1980년에 우팔의 건물 공사가 시작되었다. 브라더 제임스 판니벨릴이 책임을 맡았고, 스리나트 마갈이 엔지니어 및 건축가로 일했다. 대학은 1982년 7월 1일에 현재 위치로 이전했다. 작은 강당이 1989년에 지어졌으며, 사무실 블록 위에 추가 층이 1998년에 완공되었다.
1997년에는 남녀공학이 도입됐다.